# Garlan
Garlan är en kommun i departementet Finistère i regionen Bretagne i västra Frankrike. Kommunen ligger i kantonen Lanmeur som tillhör arrondissementet Morlaix. År 2022 hade Garlan 1 063 invånare.

## Befolkningsutveckling
Antalet invånare i kommunen Garlan
Referens:INSEE